# Dioscorea argyrogyna
Dioscorea argyrogyna är en enhjärtbladig växtart som beskrevs av Edwin Burton Uline och Reinhard Gustav Paul Knuth. Dioscorea argyrogyna ingår i släktet Dioscorea och familjen Dioscoreaceae. Inga underarter finns listade i Catalogue of Life.